# Hrabovo (okres Mukačevo)
Hrabovo (ukrajinsky Грабово, maďarsky Szidorfalva) je osada obce Puzňakivci, v Kolčynské územní komunitě (ukrajinsky Кольчинська селищна громада). Leží v okrese Mukačevo Zakarpatské oblasti Ukrajiny. Nachází se asi 40 kilometrů východně od slovenských hranic. Místní částí Hrabova je Mikloš (ukrajinsky Міклош). V roce 2025 žilo v Hrabově 146 obyvatel.

## Historie
První písemná zmínka o vsi pochází z roku 1604. Rusínská část vsi byla založena na počátku 17. století šlechtickým rodem Szidorů a v roce 1649 měla 31 poddaných.V roce 1711 vesnici vyplenili Švédové a většina poddaných ji opustila. Postupem času vesnici znovu osídlili Rusíni.
Hraběcí rodina Schönbornů zde v 19. století postavila novou mléčnou farmu a přilehlé budovy a pozvala sem německé přesídlence ze Šumavy. Do roku 1880 osm přesídlených rodin opustilo vesnici a emigrovalo do Ameriky. Obyvatelé německé kolonie měli svůj kostel, kam docházel farář jen jednou ročně. Děti německých kolonistů, jejichž počet se rok od roku zmenšoval, studovaly v německé jazykové škole, kterou založilo německé kulturní sdružení.
Před uzavřením Trianonské smlouvy bylo Hrabovo součástí Uherska. Poté bylo součástí první československé republiky. Od 15. dubna 1939 bylo součástí samostatného státu Karpatská Ukrajina; za několik dní pak bylo Zakarpatí obsazeno maďarskými vojsky. Od roku 1945 bylo součástí Ukrajinské sovětské socialistické republiky, která byla součástí SSSR, a nakonec od roku 1991 je součástí samostatné Ukrajiny.